# Voodoo (piosenka)
Voodoo – piosenka Paula Rodgersa. Napisana specjalnie na ostatnią solową trasę koncertową w 2007 roku. Utwór znalazł się także na najnowszym albumie Queen + Paula Rodgersa The Cosmos Rocks. Utwór z gatunku blues.

## Członkowie zespołu o kompozycji
Brian May, magazyn Courier:
"Kolejną piosenkę, Voodoo, nagraliśmy już przy drugim podejściu."
Paul Rodgers, magazyn Liverpool Daily Post:
"Voodoo było piosenką, którą miałem już gotową zanim weszliśmy do studia."